# 车逻镇
车逻镇，是中华人民共和国江苏省扬州市高邮市下辖的一个乡镇级行政单位。

## 行政区划
车逻镇下辖以下地区：
朝阳社区、上庄村、闸河村、砖场村、特平村、太丰村、车逻村和保丰村。